# 현명한 리틀 헨
현명한 리틀 헨(The Wise Little Hen)은 미국에서 제작된 윌프레드 잭슨 감독의 1934년 영화이다. 클로렌스 내쉬 등이 주연으로 출연하였고 월트 디즈니 등이 제작에 참여하였다.

## 출연

### 주연
- 플로렌스 길 - 현명한 리틀 헨 역
- 클로렌스 내쉬 - 도널드 덕, 피터피그 역
- 퍼브 풀렌 - 병아리 역